# Lengua quimbaya
El quimbaya (kimbaya) es una supuesta lengua extinta de Colombia. De ser real, habría sido hablada por los quimbaya. Sólo se conoce una única palabra. Por consiguiente, es insuficiente para establecer el quimbaya como una lengua distinto.